# Záhoří (kraj liberecki)
Záhoří – gmina w Czechach, w powiecie Semily, w kraju libereckim. Według danych z dnia 1 stycznia 2014 liczyła 498 mieszkańców.